# Bao'anstadion
Het Bao'anstadion (Chinees: 宝安体育馆) is een multifunctioneel stadion in Shenzhen, een stad in China. 
De bouw van het stadion begon in 2009 en was in 2011 afgerond. Bij de bouw was het bedrijf GMP architekten betrokken. Het stadion werd geopend in 2011 om er in dat jaar gebruik van te kunnen maken op het vrouwenvoetbaltoernooi op de Zomeruniversiade. Het stadion wordt vooral gebruikt voor atletiek- en voetbalwedstrijden. De voetbalclub Shenzhen Ledman FC maakt er gebruik van. In het stadion is plaats voor 40.050 toeschouwers.